# In nome del popolo sovrano
In nome del popolo sovrano è un film del 1990 diretto da Luigi Magni, con Alberto Sordi e Nino Manfredi.
È il terzo della trilogia iniziata con Nell'anno del Signore (1969) e proseguita con In nome del Papa Re (1977); film nei quali ricorre il tema del rapporto tra il popolo e l'aristocrazia romana con il potere pontificio, tra gli sconvolgimenti accaduti nel periodo risorgimentale.
Il film è ambientato a Roma ed in Romagna tra il novembre 1848 e l'estate 1849, durante la prima guerra d'indipendenza italiana. È un film storico, di taglio prettamente divulgativo, ispirato agli atti di eroismo dei patrioti italiani durante la Repubblica romana, uno dei primi eventi del Risorgimento.

## Trama
Roma, 1849: dopo l'assassinio del primo ministro Pellegrino Rossi, il Papa Pio IX capisce che è tempo di andare in esilio a Gaeta. Qualche mese dopo, proclamata la Repubblica Romana con Mazzini, Saffi e Armellini per capi, i francesi di Luigi Napoleone Bonaparte, alleato papale, sono scesi in Italia ed hanno posto l'assedio alla città. È in questo periodo che si svolgono le vicende private di vari personaggi: Cristina, moglie del marchesino Eufemio Arquati e fervente sostenitrice della repubblica, è innamorata del garibaldino Giovanni Livraghi, amico del frate barnabita Ugo Bassi, contrario al potere temporale del Papa. Tra i vari popolani, emerge la figura di Angelo Brunetti, detto Ciceruacchio, e del di lui figlio minore.
Gli eventi precipitano: a causa della scarsa coordinazione dei difensori e nonostante l'intervento di Garibaldi e dei bersaglieri di Luciano Manara i francesi hanno presto partita vinta e a Ciceruacchio, Ugo Bassi e Livraghi non resta che fuggire al nord, al seguito di Garibaldi, per tentare di raggiungere l'insorta Venezia. Mentre Eufemio ed il padre pranzano con l'"assassino della Repubblica" generale Oudinot, Cristina fugge per raggiungere l'amato Livraghi, ma invano: il capitano, infatti, caduto in mano austriaca, viene fucilato insieme a Bassi, poco dopo l'esecuzione di Ciceruacchio e del figlio Lorenzo, nonostante le "raccomandazioni alla pietà" che la giovane rivolge ad uno zio vescovo che li giudica come "colpevoli".
Rimasta sola, Cristina viene raggiunta da Eufemio che, in un impeto di gelosia, era partito per ucciderla; ma poi, resosi conto della situazione politica e avendo acquisito una presa di coscienza, decide di arruolarsi nell'esercito piemontese "per fare l'Italia". Dieci anni dopo, il vecchio Marchese Arquati osserva soddisfatto le foto del figlio bersagliere e della nuora, che al seguito di Vittorio Emanuele hanno unificato l'Italia. Roma, però, è ancora governata dal Papa.

## Produzione
Produttore - Angelo Rizzoli.

## Distribuzione
Del film esiste una versione più lunga per la televisione trasmessa in due puntate.

## Riconoscimenti
- 1991 - David di Donatello
  - Migliori costumi
  - Candidatura Migliori film